# Хальмахера (остров)
Хальмахе́ра, (устар. Джайло́ло, Джилоло,, Гальмагера, Галмагейра) (индон. Pulau Halmahera) — остров в Малайском архипелаге, крупнейший из Молуккских островов, принадлежит Индонезии.

## Этимология
Название острова происходит из малайских языков, в переводе значит «большая земля». Наименованию острову дали местные жители близлежащих, меньших по размеру островов.

## География
Площадь 17 780 км². Относится к северным Моллукским островам. Административно относится к провинции Северное Малуку. Рельеф острова гористый (высота до 1560 м — действующий вулкан Гамконора). На острове также находятся действующие вулканы Дуконо в северной и Ибу в северо-западной части острова.
Климат экваториальный. В течение всего года температура на побережье 25-28 °C, осадков 2000-3000 мм в год. Вечнозелёные леса.
В центральной и северо-восточной части острова расположен крупный национальный парк Акетаджаве-Лолобата.

## История
Благосостояние редконаселённой Хальмахеры долгое время зависело от островов Тернате и Тидоре, расположенных к западу. На этих островах существовали влиятельные королевства до прихода туда Голландской Ост-Индской компании, которая колонизировала весь архипелаг.
Во время Второй мировой войны на Хальмахере находилась японская военная база.
В 1999 и 2000 на Хальмахере были ожесточенные столкновения между христианами и мусульманами. В религиозном конфликте погибли тысячи людей.

## Население
Население (в 1995 г.) 162 728 жителей. Население примерно поровну поделено на мусульман и христиан (по другим данным 80 % мусульман и 20 % христиан).
Коренные жители говорят на папуасских (Северохальмахерские языки) и австронезийских языках (Южнохальмахерско-западноновогвинейские языки).

## Экономика
Тропическое земледелие, плантации кокосовой пальмы. Добыча золота, никеля (промышленная площадка в заливе Веда) и кобальта.